# جان آستون
جان آستون (انگلیسی: John Aston, Sr.؛ ۳ سپتامبر ۱۹۲۱ – ۳۱ ژوئیهٔ ۲۰۰۳) یک بازیکن فوتبال اهل بریتانیا بود.
از باشگاه‌هایی که در آن بازی کرده‌است می‌توان به باشگاه فوتبال منچستر یونایتد اشاره کرد.